# Un disfraz para Nicolás
Un disfraz para Nicolás es una película mexicana de animación, fantasía y aventuras de 2020 dirigida por Eduardo Rivero a partir de un guion de Miguel Ángel Uriegas.    Producida por Uriegas, Jaime Romandía Creel, Genaro López Rebollo y Eduardo Jiménez Ahuactzin. La película fue producida por el estudio Fotosíntesis Media. 

## Sinopsis
Nicolás es un niño de 10 años con síndrome de Down. Todos los años, para celebrar su cumpleaños, su mamá le hacía un disfraz. Era un chango, un valiente pirata, un dragón gigante... todo lo que podía impulsar su infinita imaginación. Desafortunadamente su mamá ya no está y Nicolás fue a vivir con sus abuelos Mia y Tomás y su primo David que sufre de pesadillas. Nicolás tiene solo un recuerdo de su mamá: un viejo baúl con todos sus disfraces mágicos. Nicolás y sus disfraces embarcarán una aventura para salvar a su primo David y a un reino sumergido en el caos. 

## Producción
Un disfraz para Nicolás se inspiró en el libro "Pablo y el baúl" de Jaime Mijares, amigo del guionista y productor Miguel Ángel Uriegas. Mientras investigaban para la película, Rivero y Uriegas conocieron a una terapeuta de Special Olympics México, un programa deportivo para niños con discapacidad intelectual, quien los llevó a conocer a los chicos con los que trabaja, entre ellos Fran Fernández. El equipo optó por elegir a Fernández, quien también tiene síndrome de Down, para darle voz al protagonista Nicolás.  

## Estreno
Un disfraz para Nicolás se presentó en el Festival Internacional de Cine de Guadalajara y se estrenò en cines el 3 de septiembre de 2020.

### Reconocimientos
- Un disfraz para Nicolás fue nominada a Mejor película de animación en la octava edición de los Premios Platino [6] pero perdió ante La gallina Turuleca, la película.. . [7]
- En el 63º celebraciòn de los Premios Ariel la película ganó como Mejor Largometraje de Animación.
- En la IV entrega de los Premios Quirino fue galardonada como el mejor largometraje de animación iberoamericano de 2020..